# چارلز کریستوفر میرو
چارلز کریستوفر میرو (انگلیسی: Charles Christopher Mierow; ۱۶ ژوئن ۱۸۸۳ – ۱۳ ژوئن ۱۹۶۱) مترجم، و استاد دانشگاه اهل ایالات متحده آمریکا بود.